# Spaniotoma unica
Spaniotoma unica är en tvåvingeart som först beskrevs av Oskar Augustus Johannsen 1932.  Spaniotoma unica ingår i släktet Spaniotoma och familjen fjädermyggor. Inga underarter finns listade i Catalogue of Life.